# جمعية السلامة والصحة المهنية والحراسات المدنية
جمعية السلامة والصحة المهنية والحراسات المدنية (أوشاس) وتأسست في العام 2017 بقرار صادر من وزارة العمل والتنمية الاجتماعية، بهدف الإرتقاء بـ السلامة والصحة المهنية والحراسات المدنية، بمشاركة الكوادر الوطنية. تقدم الجمعية عضويات للأفراد والشركات وخدمات استشارية.

## الأهداف
- تطوير الصحة والسلامة المهنية في القطاع الخاص والعام.
- بناء قدرات العاملين في السلامة والصحة المهنية والحراسات المدنية في القطاع الخاص والعام.
- وضع أسس ومعايير تقابل المثيلات العالمية.
- خفض أحتمالية حدوث الإصابات والحوادث المهنية والحفاظ على الأرواح والممتلكات.[4]